# Kenny Stamatopoulos
Kyriakos "Kenny" Stamatopoulos (28 de agosto del año 1979, Kalamata, Grecia) es un portero greco-canadiense que ha sido internacional con la selección de fútbol de Canadá. H además de jugar para el equipo sueco AIK Fotboll.

## Trayectoria
Se mudó junto a sus padres desde Kalamata hasta Ontario cuando era un bebé. A la temprana edad de 2 años empezó a jugar en un equipo de hockey sobre hielo canadiense de portero y empezó a jugar de portero de fútbol con 3 años.

## Selección nacional
Ha sido internacional con la Selección de fútbol de Canadá. Su debut con la selección fue en el año 2001 en los Juegos de la Francofonía.

## Estadísticas

### Clubes
| Club           | País    | Año       |
| -------------- | ------- | --------- |
| Tromsø IL      | Noruega | 2006-2007 |
| Toronto FC     | Canadá  | 2007      |
| Tromsø IL      | Noruega | 2008      |
| FC Lyn Oslo    | Noruega | 2009      |
| Fredrikstad FK | Noruega | 2009      |
| AIK Estocolmo  | Suecia  | 2010-2016 |

- Datos: Q1367117
- Multimedia: Kenny Stamatopoulos / Q1367117